# Asteroide perdido
Los asteroides perdidos son aquellos asteroides que tras haber sido encontrados, catalogados y estudiados por un breve periodo, los observadores les pierden la pista debido al corto espacio de tiempo de observación para predecir con precisión su ubicación futura. Muchos de los asteroides descubiertos en los inicios del estudio del espacio durante los siglos XIX y XX se perdieron y redescubrieron en las décadas de 1980 y 1990, pero un gran número de asteroides continúan perdidos. Según algunas opiniones son miles, si no decenas de miles los asteroides observados y que después se han perdido -no son fáciles de encontrar mirando en una dirección prevista con el telescopio ya que la incertidumbre de su órbita es muy grande o son demasiado débiles para poder detectarlos.
Algunos de los asteroides descubiertos en el principio de su estudio "se perdieron" porque se tenía insuficiente información de ellos para determinar una órbita exacta. Sin esta información, los astrónomos no tendrían forma de hacerle un seguimiento en un futuro próximo. En ocasiones, se da el caso de que un nuevo objeto "recién descubierto" resulta ser el redescubrimiento de otro que estaba previamente perdido, la manera de confirmarlo es recalculando la órbita del "nuevo objeto" hacia atrás y comparando sus posiciones con las registradas con las del supuesto objeto perdido. En el caso de los cometas, no es fácil realizar este cálculo hacia atrás debido a las fuerzas gravitacionales que les afectan así como los chorros de gas que emite el núcleo del cometa. Sin embargo, el astrónomo británico Brian Marsden, se especializó en el cálculo de tales fuerzas y predijo con éxito el regreso en el año 1992 del cometa periódico que estaba perdido Swift Tuttle.

## Visión de conjunto
Esta es una selección de asteroides perdidos con sus fechas de descubrimiento y redescubrimiento (más adelante hay una descripción más detallada de algunos). El número real de asteroides perdidos puede rondar los 150000. También existen cerca de 30000 objetos sin numerar, con código de condición U=9, indicativo de su mayor incertidumbre por su posición orbital. Muchos de ellos fueron observados hace muchísimos años, sino décadas sin volver a saber de ellos, por lo que se consideran perdidos. También se contemplan más de mil objetos cercanos a la Tierra con un margen de observación de uno o dos días solamente.

## Recuperados en elsigloXX
El número de asteroides que se observaron en una sola ocasión fue en aumento a lo largo de los siglos XIX y XX, pero con mejores telescopios, búsquedas más sofisticadas y técnicas de detección evolucionadas se consiguió resolver la mayoría de los casos entre las décadas de 1970 y 2000. Como ejemplo se pueden nombrar (132) Aethra que estuvo perdido entre los años 1873 y 1922.